# Manoir de la Baillardière
Le manoir de la Baillardière est un manoir situé à Berthenay (Indre-et-Loire) et inscrit aux monuments historiques le 29 août 1947.